# Georg Henrik Lybecker (1720–1776)
Georg Henrik Lybecker, född den 19 december 1720 på Åkerholm i Lofta socken, död där 20 oktober 1776, var en svensk friherre och militär.

## Biografi
Lybecker var son till ryttmästaren vid Livregementet till häst Georg Henrik Lybecker och dennes hustru Ebba Eleonora Creutz. 1734 blev han rustmästare vid Livgardet för att utnämnas till kornett vid Livregementet till häst 1736. Han deltog i hattarnas ryska krig 1741–1743. Den 18 mars 1747 befordrades han till löjtnant för att redan i februari 1750 utnämnas till ryttmästare. Lybecker deltog i Pommerska kriget 1757–1760. Han fick avsked från Krigsmakten den 23 juni 1760. 

### Familj
Lybecker gifte sig den 9 augusti 1741 med friherrinnan Hedvig Christina von Knorring (1725–1801) som var dotter till överstelöjtnanten Isak von Knorring och dennes hustru Eva Christina de Besche. Paret fick 13 barn tillsammans.

## Utmärkelser
- Riddare av Svärdsorden - 28 april 1757

## Bilder

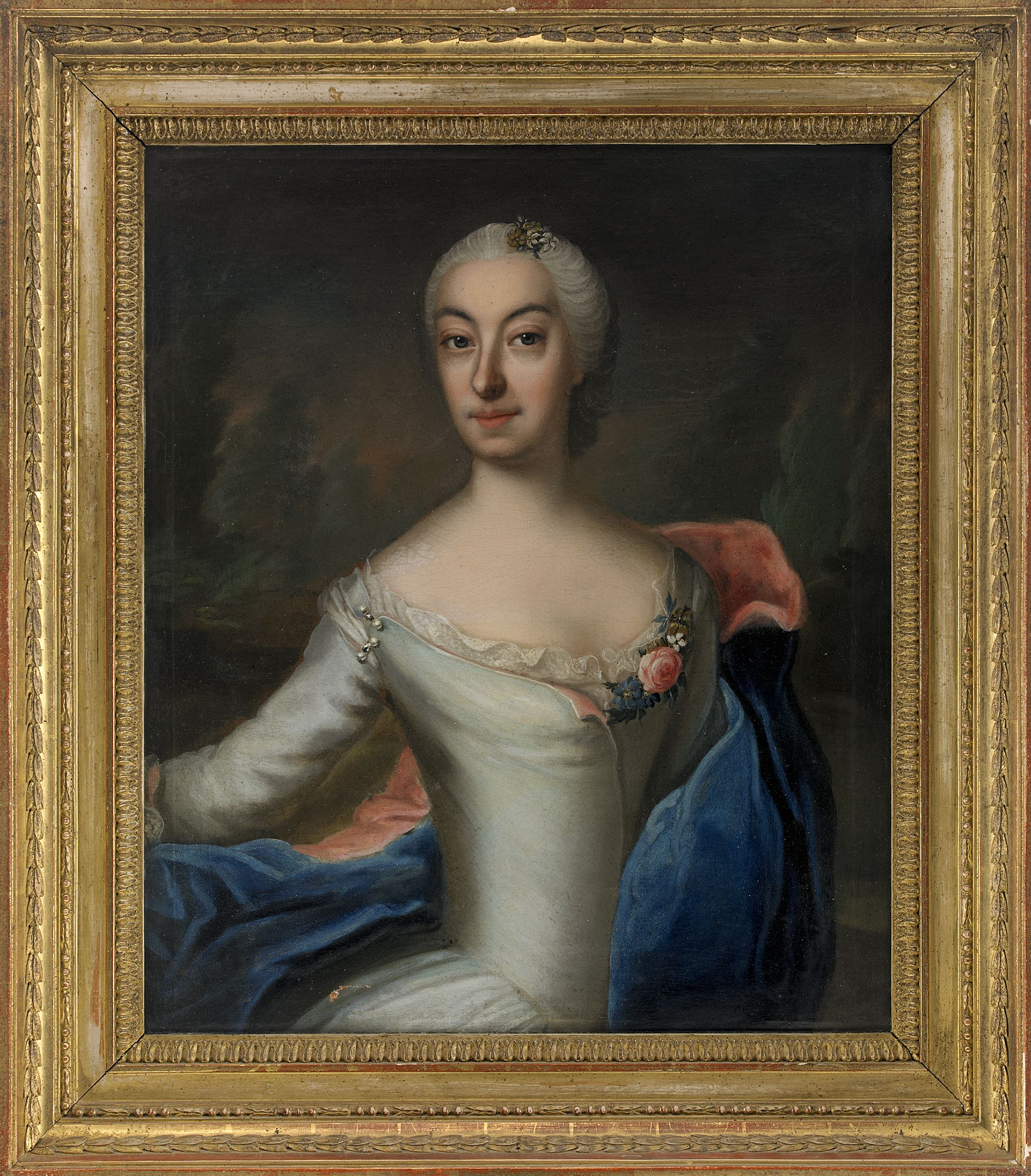
Lybeckers fru Hedvig Christina von Knorring, avporträtterad av Johan Stålbom ca 1750.